# Громыко, Андрей Андреевич
Андре́й Андре́евич Громы́ко (5 (18) июля 1909, деревня Старые Громыки, Речковская волость, Гомельский уезд, Могилёвская губерния, Российская империя — 2 июля 1989, Москва, РСФСР, СССР) — советский политический, партийный и государственный деятель, дипломат, министр иностранных дел СССР (1957—1985), председатель Президиума Верховного Совета СССР (1985—1988). Член Политбюро ЦК КПСС (1973—1988). Дважды Герой Социалистического Труда (1969, 1979). Доктор экономических наук (1956).
Первый заместитель председателя Совета министров СССР (1983—1985), представитель СССР при ООН (1946—1948), посол СССР в США (1943—1946). В 1944 году как посол СССР в США возглавлял советскую делегацию на Международной конференции в усадьбе Думбартон-Окс, Вашингтон, США, по проблеме создания Организации Объединённых Наций. Участвовал в подготовке Тегеранской конференции (1943), подготовке и проведении Ялтинской конференции (1945) и конференции в Потсдаме (1945). В том же году руководил делегацией, подписавшей от имени СССР Устав ООН на конференции в Сан-Франциско (США).
Входил в состав, а затем возглавлял государственные делегации СССР на 22 сессиях Генеральной Ассамблеи ООН. С конца 1940-х годов в интересах СССР более 20 раз использовал право вето в Совете Безопасности ООН, вследствие чего получил сначала в дипломатической среде, а затем и в прессе прозвище «Мистер Нет». Будучи сторонником мирных взаимоотношений СССР с США и их партнёрами по НАТО — западноевропейскими государствами, от имени советского правительства предложил более сотни инициатив в области разоружения. Его роль во время низшей точки советско-американских отношений — Карибского кризиса — является предметом научно-исторических дискуссий.
Как министр иностранных дел, выдвинул инициативу заключения Договора о запрещении испытаний ядерного оружия в трёх средах (1963). В январе 1966 года вместе с А. Н. Косыгиным провёл переговоры, предотвратившие войну между Индией и Пакистаном. При его участии были подготовлены и подписаны Договор о нераспространении ядерного оружия (1968), Московский договор между СССР и ФРГ (1970), Договор об ограничении систем ПРО (1972), Договор о принципах взаимоотношений между СССР и США (1972), Договор о недопущении ядерной войны (1973), Договоры об ограничении стратегических вооружений в 1972 и 1979 годах, Заключительный акт Совещания по безопасности и сотрудничеству в Европе (1975).
Вместе с тем А. А. Громыко в 1968 году поддержал ввод войск Варшавского договора в Чехословакию и подавление «Пражской весны», а в 1979 году входил в состав узкого круга высших руководителей государства, принявших решение о вводе советских войск в Афганистан.
В течение многих лет был одним из ближайших соратников советского государственного и партийного лидера Л. И. Брежнева. На посту главы советской дипломатии бессменно находился 28 лет, что является рекордом для СССР и Российской Федерации.
В марте 1985 года на заседании Политбюро ЦК КПСС в Москве выдвинул кандидатуру М. С. Горбачёва на должность руководителя Коммунистической партии Советского Союза. Завершил политическую карьеру в 1988 году на посту Председателя Президиума Верховного Совета СССР — формального главы советского государства.
Девиз всей дипломатической деятельности А. А. Громыко — «Лучше 10 лет переговоров, чем один день войны».

## Биография

### Происхождение
А. А. Громыко родился 18 июля 1909 года в д. Старые Громыки Речковской волости Гомельского уезда Могилёвской губернии (ныне — Светиловичского сельсовета Ветковского района Гомельской области Беларуси). Большинство жителей деревни носило такую же фамилию, поэтому каждая семья, как это нередко случалось тогда в белорусских деревнях, имела родовое прозвище. Семью Андрея Матвеевича Громыко называли Бурмаковыми. Бурмаковы принадлежали к малоземельной белорусской шляхте (в биографической справке члена ЦК КПСС Громыко значился русским — возможно, в результате того, что в 1919—1926 годах Гомельский уезд входил в состав РСФСР, и часть населения записывалась русскими). Большая часть рода Бурмаковых во времена Российской империи была переведена в податные сословия крестьян и мещан. В официальных советских биографиях А. А. Громыко указывалось крестьянское происхождение и то, что его отец был крестьянином, работавшим затем на заводе. Согласно независимым исследованиям, отец окончил четырёхклассную школу, во время столыпинских аграрных реформ выехал на заработки в Канаду, где научился говорить по-английски, но после травмы руки на лесозаготовках вернулся на родину. В 1904—1905 годах сражался в Маньчжурии в ходе русско-японской войны, в 1914 году — на юго-западном участке русско-германского фронта Первой мировой войны. С 13 лет Андрей вместе с отцом ходил на заработки в окрестностях села, они рубили и по реке сплавляли лес. Рассказы отца о пребывании за океаном и участии в военных баталиях оказали значительное влияние на формирование личности будущего главы советской дипломатии.
У Андрея было три брата — Алексей, Фёдор и Дмитрий. Они воевали на фронтах Великой Отечественной войны, двое погибли с оружием в руках, третий умер от ран после войны. Уже будучи министром иностранных дел, Громыко в разговоре с сыном так формулировал свою неуступчивую позицию на переговорах 1955 года с канцлером ФРГ Аденауэром и позже по «нерушимости границ» в Европе: «Не будем менять итоги войны. Если мы им уступим, то прокляты будем всеми замученными и убитыми. Когда я веду переговоры с немцами, то, случается, слышу за спиной шёпот: „Не уступи им, Андрей, не уступи, это не твоё, а наше“».

### Образование и становление
После окончания 7-летней школы Андрей учился в профессионально-технической школе в Гомеле, затем — в Староборисовском сельскохозяйственном техникуме (деревня Староборисов Борисовского района Минской области), был секретарём сельской комсомольской организации. В 1931 году 22-летний Громыко стал членом Всесоюзной коммунистической партии и сразу был избран секретарём партийной ячейки.
В 1931 году поступил в Белорусский государственный институт народного хозяйства, где познакомился со своей будущей женой Лидией Дмитриевной Гриневич, тоже студенткой. В 1932 году у них родился сын Анатолий, в 1937 году — дочь Эмилия.

После окончания двух курсов Громыко был назначен директором Каменской сельской школы (дер. Каменка, Дзержинский район, Минская область). Продолжать обучение в институте ему пришлось заочно, экзамены сдавал экстерном.
«Громыко был поднят из глубин народной жизни мощным и страшным процессом смены политической элиты, который начался после того, как напирающие снизу на имперскую власть силы национальной буржуазии в союзе с либеральной интеллигенцией, не найдя компромисса, обрушили государство. Тут-то и вышли на свет их неожиданные наследники в лице крестьянских детей, сыновей священников, мелких предпринимателей, нижних слоёв бюрократии и интеллигенции.
По рекомендации Центрального комитета компартии Беларуси Громыко вместе с несколькими товарищами приняли в аспирантуру при Академии наук БССР, создававшуюся в Минске и готовившую экономистов широкого профиля. В конце 1934 года Громыко был переведён в Москву. После защиты в 1936 году кандидатской диссертации по сельскому хозяйству США Громыко направили в Научно-исследовательский институт сельского хозяйства Всесоюзной академии сельскохозяйственных наук им. Ленина в качестве старшего научного сотрудника. В период аспирантуры и работы над диссертацией Громыко углублённо изучал английский язык. В конце 1938 года Андрей Андреевич стал учёным секретарём Института экономики Академии наук СССР, по совместительству читал студентам политэкономию в Московском институте инженеров коммунального строительства. Планировалось направить Громыко на работу учёным секретарём в Дальневосточный филиал Академии наук.
Помимо работы в Институте экономики в 1937—1939 годах Громыко много занимался самообразованием. Из прочитанных экономических трудов впечатление на Громыко произвели мемуары председателя правительства России Сергея Витте. Как упоминал В. Фалин, даже спустя десятилетия Громыко мог свободно страницами цитировать Евангелие. Андрей Андреевич продолжал изучать экономическую науку по материалам советских и иностранных изданий, штудировал английский язык, читал лекции рабочим и колхозникам, участвовал в соревнованиях по стрельбе и выполнил норму для получения значка «Ворошиловский стрелок», пытался поступить в авиационное училище и стать военным лётчиком, но не был принят по возрасту. В мемуарах «Памятное», вышедших в 1988 году, Громыко ни словом не упомянул о репрессиях 1930-х годов, однако в его биографии, изданной в 2002 году под редакцией тогдашнего министра иностранных дел РФ Игоря Иванова, утверждается, что именно с репрессиями и чистками в Наркомате иностранных дел связан крутой поворот в судьбе Громыко.

### Начало дипломатической карьеры
В начале 1939 года Громыко пригласили в комиссию ЦК партии, где председательствовали нарком иностранных дел СССР В. М. Молотов, являвшийся также главой правительства, и секретарь ЦК ВКП(б) Г. М. Маленков, в чём ведении были тогда Управление кадров ЦК и секретный аппарат Коминтерна. Комиссия подбирала из числа коммунистов новых работников, которые могли бы быть направлены на дипломатическую работу. Во второй половине 1930-х годов в результате сталинских репрессий в аппарате Наркомата иностранных дел возникла нехватка кадров. В штат Наркомата набирались новые сотрудники, к которым предъявлялись два главных требования: крестьянско-пролетарское происхождение и хоть какое-то знание иностранного языка. В создавшихся условиях кандидатура Громыко идеально подходила отделу кадров Наркомата иностранных дел СССР: он владел английским и свободно читал англоязычную литературу, что уверенно демонстрировал. Подкупали образованность, молодость, некоторая «простоватость» и приятный белорусский акцент, с которым Громыко говорил вплоть до своей кончины. Обращал на себя внимание и рост Громыко — 185 см. «Я стал дипломатом по случайности — объяснял Андрей Андреевич много лет спустя сыну. — Выбор мог бы пасть на другого парня из рабочих и крестьян, а это уже закономерность. В дипломатию вместе со мной таким же образом пришли Малик, Зорин, Добрынин и сотни других».

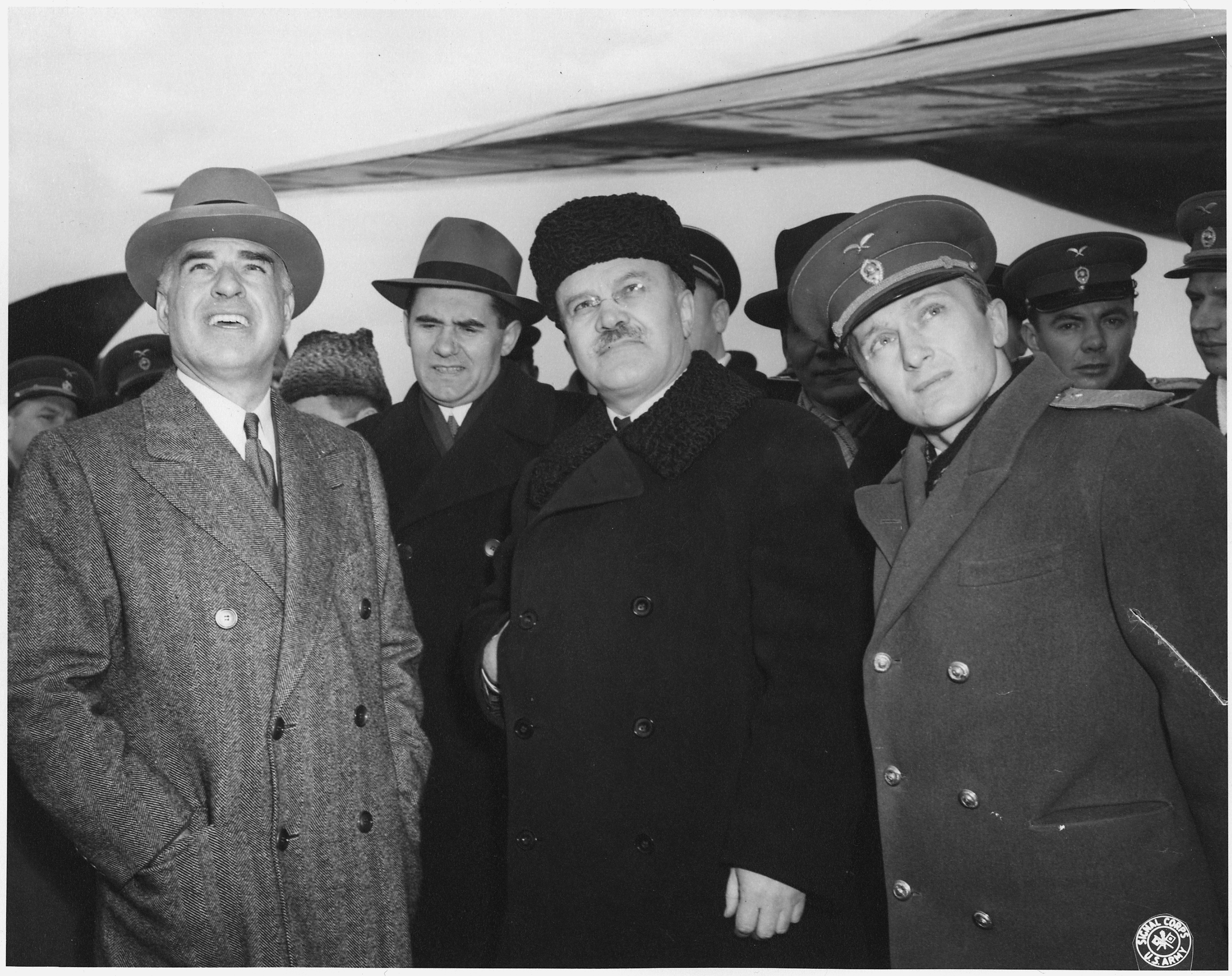
Громыко (второй слева) в Ялте, февраль 1945 года

В мае 1939 года Громыко — заведующий Отделом американских стран НКИД. Осенью того же года в карьере молодого дипломата начался новый этап. Советскому руководству понадобился свежий взгляд на позицию США в начавшемся европейском конфликте, который позднее перерос во Вторую мировую войну. Громыко вызвали к Сталину. Председатель Совета народных комиссаров решил назначить Андрея Андреевича советником при посольстве (тогда — полномочном представительстве) СССР в США. Вместе с 7-летним сыном Анатолием Громыко направился в США.
С учётом недостатка у Андрея Андреевича необходимых знаний и опыта в военных делах одним из неформальных наставников Громыко в дипломатической сфере был начальник Отдела внешних отношений Генерального штаба Вооружённых сил СССР, сотрудник Главного разведывательного управления, генерал-лейтенант Александр Васильев. Когда в 1944 году Громыко возглавлял советскую делегацию на конференции в усадьбе Думбартон-Окс (Вашингтон, США) по созданию Организации Объединённых Наций, генерал-лейтенант Васильев был его консультантом по военным вопросам.
С 1939 по 1943 год Громыко — советник полномочного представительства (аналог посольства) СССР в США. Дружеских отношений с тогдашним советским послом в США Максимом Литвиновым у Громыко не сложилось. К началу 1943 года Литвинов перестал устраивать Сталина и был отозван в Москву. Освободившуюся должность посла СССР в США занял Громыко, находился на этом посту до 1946 года. Одновременно был посланником СССР на Кубе. Громыко активно занимался подготовкой Тегеранской, Ялтинской и Потсдамской конференций глав государств-союзников. В двух последних, состоявшихся в 1945 году, сам принял участие.

### Послевоенный период. Организация Объединённых Наций

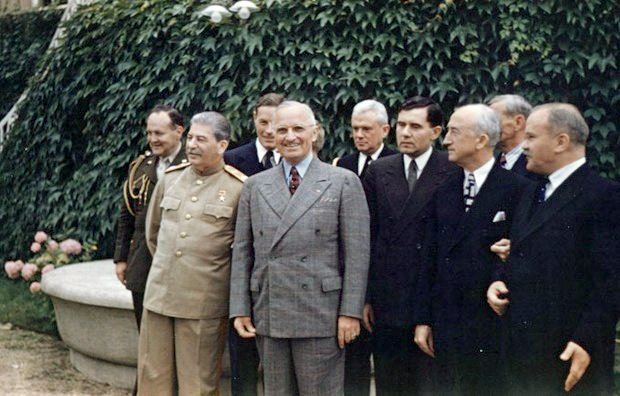
Потсдамская конференция, 18 июля 1945 года (А. А. Громыко 4-й справа)

С 1946 до 1948 года Громыко — постоянный представитель СССР при ООН (при СБ ООН). Громыко был первым советским дипломатом, занимавшим этот пост. Участник, а затем глава делегации СССР на 22 сессиях Генеральной Ассамблеи ООН.
С 1946 до 1949 года занимал пост заместителя министра иностранных дел СССР. Уже в те времена журнал Time отмечал «умопомрачительную компетенцию» Громыко.
С 1949 по июнь 1952 года — 1-й заместитель министра иностранных дел СССР. В этом качестве всегда соблюдавший государственную дисциплину Громыко в феврале 1950 года допустил несвойственную ему ошибку: без консультаций с Кремлём под нажимом из Госплана и Министерства финансов завизировал межгосударственное соглашение с КНР о соотношении рубля и юаня. Это вызвало недовольство Сталина, который лично контролировал экономические связи с Китаем. С этим эпизодом связано решение Сталина спустя два года снять Громыко с поста первого замминистра и отправить его послом в Лондон. Этот пост Громыко занимал с июня 1952 по апрель 1953 года.
На Сан-Францисской мирной конференции 1951 года Громыко возглавлял советскую делегацию и пытался добиться от США и Великобритании официального признания суверенитета СССР над Северными Курилами в составе гряды Хабомаи, островов Шикотан, Кунашир и Итуруп, которые до Второй мировой войны были частью территории Японии. Громыко настаивал на соответствующих поправках к проекту Сан-Францисского мирного договора (1951), однако они были отклонены делегациями США и Великобритании и не включены в итоговый текст договора. По этой и ряду других причин советская делегация отказалась подписать договор. Вследствие чего окончательная принадлежность Южного Сахалина и Курильских островов оказалась по Сан-Францисскому договору не определена. В документе было указано, что Сан-Францисский мирный договор не предоставляет никаких прав, вытекающих из договора, странам, не подписавшим его. В 1992 году МИД Японии через своё посольство в Российской Федерации пояснил официальным меморандумом для печати, что «Япония никогда не будет требовать территории, от которых она отказалась». На Сан-Францисской конференции Япония отказалась по договору от всех прав на Южный Сахалин и Курильские острова — за исключением гряды Хабомаи, островов Шикотан, Кунашир и Итуруп, которые Япония считала своей территорией. Эта проблема и в XXI веке остаётся предметом российско-японских переговоров на высшем уровне.
После смерти Сталина главой МИД вновь стал Молотов, который отозвал Громыко из Лондона. С марта 1953 года до февраля 1957 года тот снова занимал должность первого заместителя министра иностранных дел СССР. Когда в феврале 1957 года Д. Т. Шепилов был переведён на должность секретаря ЦК КПСС, Н. С. Хрущёв спросил, кого тот мог бы рекомендовать на оставляемый им пост. «У меня два зама, — ответил Дмитрий Тимофеевич. — Один — это бульдог: скажешь ему — он не разожмёт челюстей, пока не выполнит всё в срок и точно. Второй — человек с хорошим кругозором, умница, талант, звезда дипломатии, виртуоз. Я вам его и рекомендую». Хрущёв очень внимательно отнёсся к рекомендации и выбрал первую кандидатуру, Громыко. (Кандидатом № 2 был В. В. Кузнецов).
Весной 1954 года Громыко участвовал в составлении и подаче заявки на членство СССР в НАТО. При деятельном участии Громыко готовился советский проект общеевропейского договора по коллективной безопасности. Этот документ советское руководство предлагало обсудить одновременно с заявкой о вступлении в НАТО. 19 марта Громыко направил в Президиум ЦК КПСС записку, где содержалась рекомендация Министерства иностранных дел присоединиться к Североатлантическому договору. Замысел Громыко состоял в том, что это заявление выявило бы противоречия в позиции организаторов блока НАТО, которые нажимали на его будто бы оборонительный характер и ненаправленность против СССР и его союзников — стран «народной демократии». 31 марта 1954 года официальная нота Советского правительства с прошением о членстве в Североатлантическом альянсе была отправлена правительствам США, Великобритании и Франции. Запад ответил отказом.

### Министр иностранных дел СССР

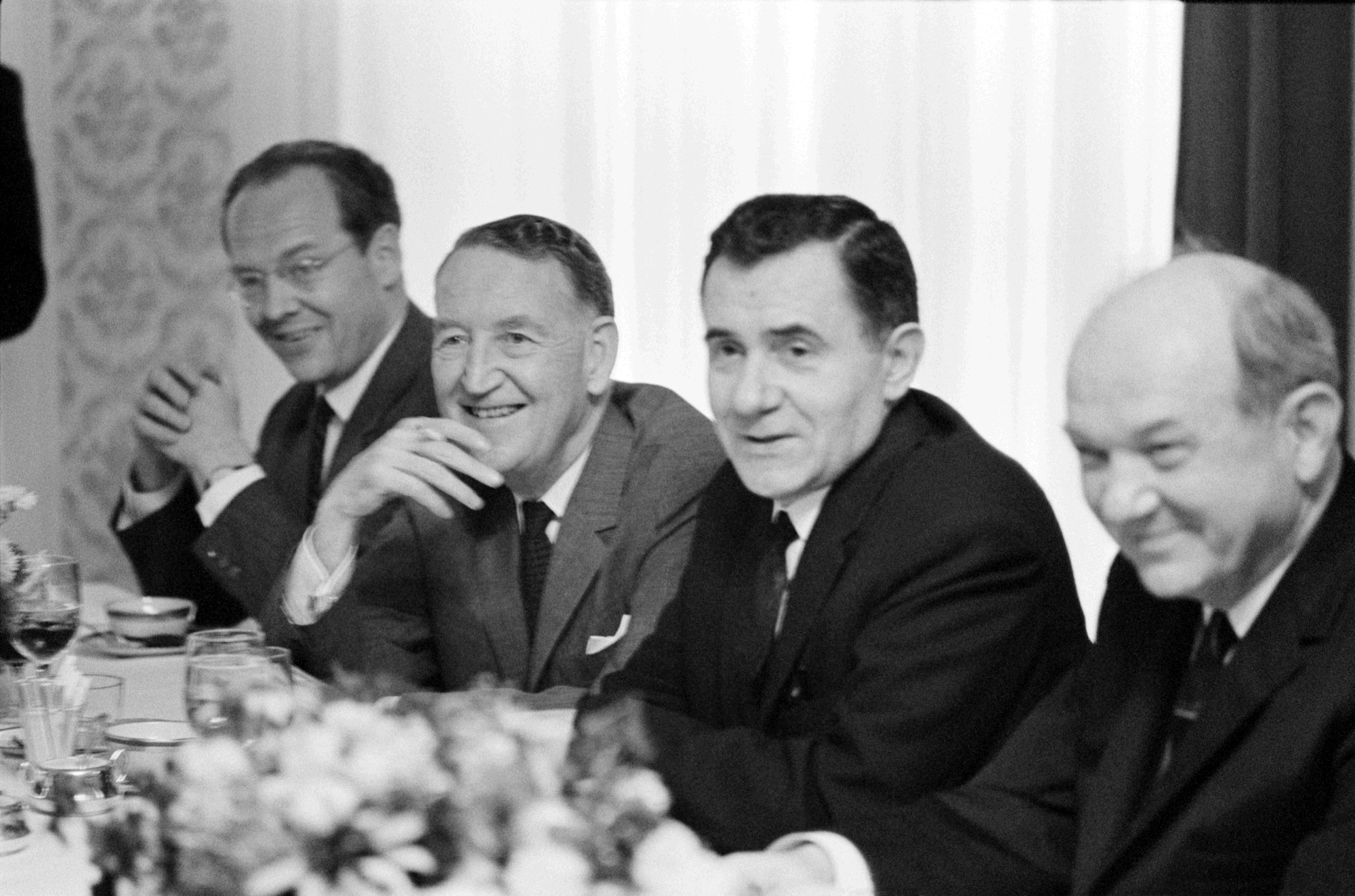
Слева направо: дипломат Бацанов, американский посол Томпсон, министр Громыко и госсекретарь Раск на конференции в Гласборо, 1967 год

В 1957—1985 годах, на протяжении 28 лет, Громыко бессменно оставался министром иностранных дел СССР. На этом посту он внёс вклад и в процесс переговоров по контролю над гонкой вооружений как обычных, так и ядерных. В 1946 году от имени СССР Громыко выступил с предложением о всеобщем сокращении и регулировании вооружений и о запрещении военного использования атомной энергии. При нём было подготовлено и подписано немало соглашений и договоров по этим вопросам — в их числе Договор 1963 года о запрещении ядерных испытаний в трёх средах, Договор 1968 года о нераспространении ядерного оружия, Договоры по ПРО 1972 года, ОСВ-1, а также Соглашение 1973 года о предотвращении ядерной войны.
В апреле 1978 года тяжёлым ударом для Громыко стал побег в США его бывшего личного помощника и друга, дипломата, заместителя генерального секретаря ООН Аркадия Шевченко.
По сроку пребывания в должности, 28 лет и 5 месяцев, Громыко среди советских министров занимает второе место после министра путей сообщения СССР Бориса Бещева, который находился в должности 28 лет и 7 месяцев.

#### Карибский кризис 1962 года

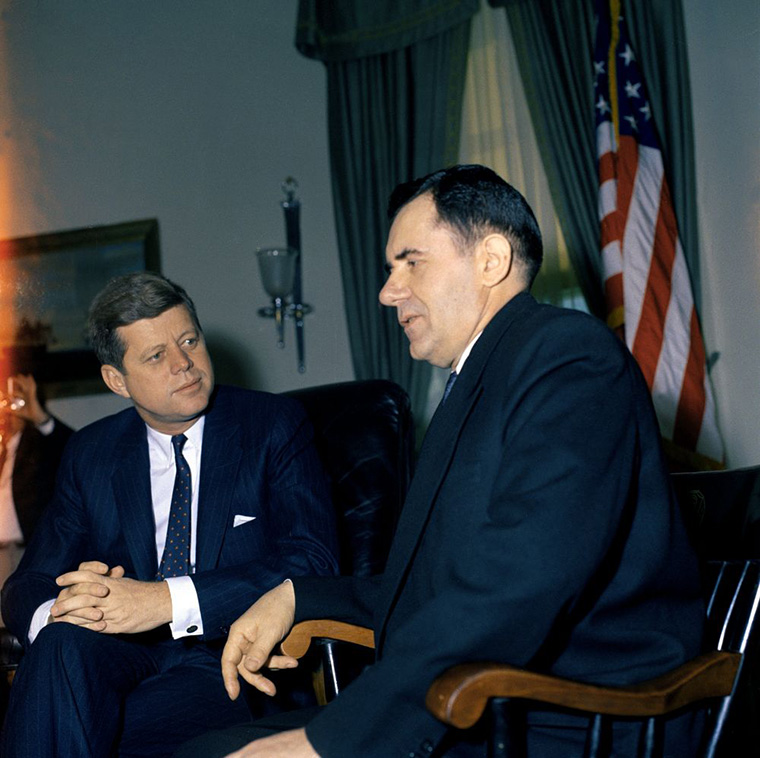
Джон Кеннеди и Андрей Громыко в Овальном кабинете Белого дома. Вашингтон, 27 марта 1961 года

Политическое, дипломатическое и военное противостояние СССР и США осенью 1962 года, известное в истории как Карибский кризис, поставило Громыко в сложное положение на переговорах с американским президентом Джоном Кеннеди. Операция Генерального штаба Вооружённых сил СССР по размещению советских ракет с атомными зарядами на острове Куба в Западном полушарии у побережья США планировалась и осуществлялась под грифом «совершенно секретно». Согласно своим воспоминаниям, Громыко без энтузиазма воспринял затею Хрущёва, исходил из того, что «…завоз на Кубу наших ядерных ракет вызовет в Соединённых Штатах политический взрыв». К 18 октября 1962 года, когда в Овальном кабинете Белого дома Кеннеди принял Громыко и посла СССР в США Анатолия Добрынина, на Кубу уже были доставлены 42 советские ракеты Р-12 (по классификации стран НАТО SS-4), в том числе с ядерными зарядами, советская бригада в составе 40 тысяч военнослужащих, на острове полным ходом вёлся монтаж новых установок. В ответ американцы готовы были начать массированное вторжение на Кубу. В мемуарах Громыко отметил, что это были самые тяжёлые переговоры в его дипломатической практике. Кеннеди оценил ситуацию как «самую опасную со времён войны» и выразил опасения, что ничем хорошим это всё не кончится. Громыко в державном духе возразил, что угрозы и шантаж в такой обстановке неуместны, а СССР не будет «просто зрителем, когда возникает угроза развязывания большой войны в связи ли с вопросом на Кубе или в связи с положением в каком-либо другом районе мира». Громыко напомнил Кеннеди американскую военную операцию против Кубы на Плая-Хирон, окончившуюся годом ранее провалом. Кеннеди признал вторжение в заливе Свиней ошибкой и стал подробно рассуждать о советском наступательном оружии, размещённом на Кубе. Ещё в Москве с Хрущёвым была слово в слово согласована решающая реплика Громыко на случай, если бы Кеннеди прямо спросил о ракетах. «Господин президент, — должен был сказать Громыко, — Советский Союз доставил на Кубу небольшое количество ракет оборонительного характера. Никому и никогда они не будут угрожать». Однако слово «ракеты» по необъяснимым для Громыко причинам Кеннеди в своей речи не употребил и фотографии размещённых на Кубе ракет, находившиеся в ящике его стола, так и не достал. Тем самым, отмечал в мемуарах министр, «Кеннеди в какой-то мере облегчил моё положение» — поскольку и Громыко при таком течении разговора не требовалось в конкретных выражениях объяснять присутствие советских ракет на Кубе. На обратном пути в Москву самолёт Громыко произвёл промежуточную посадку в шотландском аэропорту Прествик, где его встречал сын, временный поверенный в делах СССР в Великобритании Анатолий Громыко. В беседе с сыном, состоявшейся в терминале аэропорта, Андрей Громыко толковал факт, что Кеннеди так и не задал прямой вопрос о ракетах. По словам Громыко, Кеннеди сдержался потому, что «не хотел раскрыть американский план действий» на случай, если конфликт перейдёт в горячую фазу. Громыко выразил убеждённость, что на большую войну США не пойдут.
Несколько иначе описал встречу Громыко и Кеннеди участвовавший в ней госсекретарь США Дин Раск. По его версии, Кеннеди предоставил Громыко «возможность признаться», но в ответ услышал «такое количество наглой лжи, какого я никогда прежде не слыхивал». В своём донесении в Москву Громыко отрапортовал, что правительство США поражено смелостью акции СССР по оказанию помощи Кубе и отдаёт себе отчёт в решимости Советского Союза дать отпор в случае нового американского вторжения на Кубу. После нервного обмена письмами между Кеннеди и Хрущёвым ситуация приблизилась к опасной черте, американский президент известил Кремль, что «США полны решимости устранить эту угрозу безопасности нашему полушарию». 24 октября Кеннеди отдал приказ о переводе впервые за послевоенную историю Стратегического воздушного командования США в состояние Defcon-2, означающее полную боевую готовность, в том числе и готовность к ядерной войне. Тогда к делу подключилась советская внешняя разведка.
Переговоры о разрешении Карибского кризиса в наиболее острой его стадии, согласно мемуарам советского дипломата и разведчика Александра Феклисова, осуществлялись вне официального дипломатического канала. Неформальная связь лидеров великих держав Кеннеди и Хрущёва была установлена по так называемому каналу «Скали — Фомин», в котором были задействованы: с американской стороны — младший брат президента генеральный прокурор США Роберт Кеннеди и его друг, тележурналист компании ABC Джон Скали, а с советской — кадровые разведчики аппарата КГБ Александр Феклисов (оперативный псевдоним в 1962 — «Фомин»), резидент КГБ в Вашингтоне, и его непосредственный начальник в Москве генерал-лейтенант Александр Сахаровский. Феклисов на свой страх и риск, без согласования с МИД, предупредил американскую сторону, что в случае вторжения на Кубу СССР нанесёт сокрушительный удар по американским войскам в Западном Берлине. Тогда встревоженные американцы предложили компромисс: взамен демонтажа и вывоза советских ракет с Кубы под контролем ООН США обязуются снять блокаду и берут на себя обязательство воздержаться от вторжения на Кубу. По поручению Громыко посол Добрынин потребовал также вывода американских баз вдобавок ещё и из Турции (это условие было непубличным). После достигнутых к 28 октября 1962 года договорённостей, одобренных Хрущёвым и Кеннеди, ракеты были немедленно возвращены с Кубы, в начале 1963 года без лишней огласки закрыты базы США в Турции, и Карибский кризис был урегулирован.
С другими акцентами описывал роль Громыко в Карибском кризисе дипломат и разведчик Феклисов. В целях сохранения тайны Хрущёв, по воспоминаниям Феклисова, пошёл на беспрецедентный шаг: министерство иностранных дел СССР и его глава Громыко не были поставлены в известность о проведении военной операции у берегов Америки. Ни посол, ни военный атташе в посольстве СССР в Вашингтоне не имели точного представления о происходящих событиях. В этих условиях Громыко не мог предоставить американскому президенту Кеннеди достоверной информации о размещении на Кубе советских баллистических и тактических ракет с атомными боевыми зарядами. Согласно же воспоминаниям Добрынина, о размещении ракет на Кубе было известно только Громыко, но советского посла в США он не счёл необходимым информировать. Из-за этого посольство после отбытия Громыко в Москву оказалось вне переговорного процесса, использовалось для дезориентации администрации США в отношении реальных намерений Кремля. А основная ответственность в критический момент легла на сотрудников советских спецслужб в США — Феклисова и резидента ГРУ Георгия Большакова, работавшего в Вашингтоне под прикрытием корреспондента ТАСС. По ходу бурных событий, отмечал Добрынин, Хрущёв вынужден был лихорадочно импровизировать и «оказался в опасной кризисной ситуации, которая сильно подорвала его позиции в мире и в стране».
Согласно официальным данным, Громыко «способствовал урегулированию Карибского кризиса».

#### Договор о нераспространении ядерного оружия
Советский дипломат Роланд Тимербаев высоко оценил вклад Андрея Громыко в работу по заключению Договора о нераспространении ядерного оружия между Кремлём и Белым Домом.
Всё началось в сентябре-октябре 1966 года с деловых встреч Громыко с президентом США Л. Джонсоном и госсекретарём Д. Раском в Нью-Йорке и Вашингтоне. В то время для Громыко особой проблемой стояло совместное стремление США и Западной Германии по созданию многосторонних ядерных сил, развёртывание которых бы дало немецкой стороне возможность получить доступ к ядерному оружию. Сама мысль об этом вызывала категорическое неприятие у советской стороны. Помимо СССР к этим планам отрицательно относились многие страны блока НАТО (Великобритания, Франция и др.), и, в конце концов, в 1966 году американцам пришлось от них полностью отказаться. Это открыло двери к обсуждению конкретных положений договора о нераспространении ядерного оружия. Один из его пунктов прошёл непосредственное согласование на уровне Раск-Громыко и содержал принципиальный запрет на любую форму передачи ядерного оружия и средств контроля над ним «кому бы то ни было». По воспоминаниям своего сына, Андрей Громыко считал свою подпись под этим документом второй по значению, после подписанного в Сан-Франциско Устава Организации Объединённых Наций.

#### Эмиграция евреев из СССР
10 июня 1968 года, через год после Шестидневной войны на Ближнем Востоке и вызванного ею разрыва отношений СССР с Израилем, в ЦК КПСС поступило совместное письмо руководства МИД СССР и КГБ СССР за подписями Громыко и Андропова с предложением разрешить евреям эмигрировать. Исходя из гуманистических соображений и желания укрепить международный авторитет СССР, Громыко прикладывал усилия, чтобы в конце 1960-х — начале 1970-х годов политика Советского Союза в отношении репатриации в Израиль смягчилась. Андропов, который никакие «национальные интересы» и престиж государства на мировой арене не воспринимал всерьёз, добился введения порядка, при котором советские евреи, выезжающие на постоянное место жительства в Израиль, обязаны были возмещать расходы за свою учёбу в советских вузах. Громыко возражал, убеждая советское руководство, что такое решение, нарушающее права человека, повлечёт за собой тяжёлый удар по внешнеполитической репутации СССР. Лишь спустя несколько лет Андропов убедился в правоте Громыко, решение «о компенсации за учёбу» официально отменено не было, но как бы забыто и на практике перестало исполняться.

#### Московский договор между СССР и ФРГ
В конфиденциальной беседе посла СССР в ФРГ А. Смирнова с канцлером Германии в июне 1962 года Аденауэр предложил Москве установить перемирие сроком на 10 лет, чтобы за это время обе стороны могли наладить действительно нормальные межгосударственные отношения. Поэтому опубликовать запись <в канун ратификации Московского договора> означало бы продемонстрировать немецким оппонентам канцлера Брандта, что их критика малопродуктивна. Казалось, идея была беспроигрышная. Доложили Громыко: прочитав документ, он вернул его обратно. Почему же? Громыко признал, что «нет сомнения, что опубликование этого документа в печати ослабило бы сегодня в значительной мере позиции противников Восточных договоров. Но это сегодня!… А завтра нам не подадут руки и впредь станут разговаривать лишь при свидетелях. И что тогда? Тогда получится, что ради сегодняшней выгоды мы разрушили нечто нерукотворное: высочайшую пирамиду доверия, которую сами же сооружали десятилетиями. И это коснётся не только нас, но и следующих поколений советских дипломатов. Согласитесь, ведь мы не последние жители этой планеты… После подобных публикаций оставшиеся в живых станут сторониться меня, а умершие проклянут с того света. Доверие — это высшая точка отношений между людьми».
В 1970 году значительный вклад Громыко внёс в разработку текста и подготовку подписания Московского договора между СССР и ФРГ. Ключевой пункт договора о «незыблемости границ» в послевоенной Европе, включая польско-германскую границу по Одеру — Нейсе, дальновидно предлагался немецкой стороной (неформальным переговорщиком от которой был статс-секретарь ведомства федерального канцлера Эгон Бар) в контексте тезиса о «неприменении силы», а это допускало возможность изменения границ мирным путём в исторической перспективе. То есть окончательное определение границ, согласно позиции Западной Германии, — дело будущего. Такой многозначительный нюанс и политически, и юридически крайне не нравился Громыко. Если в русском тексте проекта говорилось о «незыблемости» границ, то в немецком тексте — о «ненарушимости», что вовсе не одно и то же. Постатейно работая над проектом, Громыко нередко обкладывался различными словарями и тщательно уточнял значение отдельных слов как в немецком, так и в русском языках. В конце концов Громыко, по свидетельству Валентина Фалина, пришёл к выводу, что бескомпромиссные требования к немецкой стороне нереалистичны. В результате был достигнут компромисс: в русском тексте договора записано «нерушимость» границ, в немецком — «ненарушимость». Однако Громыко воспрепятствовал попытке Бара вставить в текст договора уточнение о том, что договор не является мирным договором и не закрывает путь к воссоединению Германии, поскольку такое положение фактически означало согласие Кремля на поглощение ГДР Западной Германией. Риск состоял в том, что без этой статьи ратификация Московского договора в бундестаге могла быть провалена, канцлер Вилли Брандт — отправлен в отставку, а ответственность за срыв понёс бы Громыко. В итоге первое лицо СССР, генеральный секретарь ЦК КПСС Брежнев остался доволен титанической подготовительной работой Громыко. 12 августа 1970 года в Екатерининском зале Кремля Московский договор был подписан: с советской стороны Косыгиным и Громыко, с немецкой стороны — Брандтом и Шеелем. В апреле 1971 года на XXIV съезде КПСС Громыко подверг критике тех высших партфункционеров (не названных им поимённо), кто «позволял себе провокационно заявлять, что любое соглашение с капиталистическим государством является чуть ли не заговором». 27 апреля 1972 года в бундестаге состоялось голосование по вотуму доверия Брандту, где оппозиции не хватило всего двух голосов. Этому способствовала проведённая спецслужбой ГДР Штази совместно с советской внешней разведкой операция по подкупу нескольких депутатов бундестага. Тем самым были обеспечены последующие подписание президентом ФРГ всех Восточных договоров (в том числе с Польшей и ГДР) и их ратификация в бундестаге. Так при деятельном участии Громыко были закреплены восточные границы ФРГ, сложившиеся после Второй мировой войны.

#### Визиты
Громыко лично вёл наиболее сложные переговоры в США и ООН, чаще всего летал за Атлантику. Больше и охотнее, чем с кем-либо, вёл переговоры с американскими дипломатами — методика ведения таких переговоров была тщательно обдумана Громыко и не раз отработана им на практике, сбоев почти не давала. Отмечалось, что Громыко не любил посещать Японию, так как в Стране восходящего солнца всякие переговоры неизменно сворачивали на тупиковую проблему «северных территорий». За 28-летнюю карьеру Громыко ни разу не наносил визиты в Африку, Австралию и Латинскую Америку (за исключением Кубы). В Индии побывал всего один раз.
10 октября 1966 года в Белом доме советского министра иностранных дел принял президент США Линдон Джонсон, на годы каденции которого пришёлся апогей американского участия во вьетнамской войне. На встрече Громыко заявил, что Советский Союз готов к разрядке в международных отношениях, ожидает встречных шагов от США и выдвинул требование прекратить американские бомбардировки во Вьетнаме. В противном случае, предупредил Громыко, СССР и США будут втягиваться во всё новые витки противостояния. Джонсон обратил внимание Громыко, что без проблемы Вьетнама отношения двух держав могли бы быть «просто отличными». Однако на реальные советско-американские договорённости тогда выйти не удалось.
Громыко принял непосредственное участие в подготовке 22—30 мая 1972 года первого за всю историю советско-американских отношений официального визита президента США в Москву, подписании в ходе встречи Брежнева и Никсона Договора между СССР и США об ограничении систем противоракетной обороны (Договора по ПРО), Временного соглашения между СССР и США о некоторых мерах в области ограничения стратегических наступательных вооружений (ОСВ-1), Основ взаимоотношений между СССР и США. Громыко подготовил первый официальный визит советского лидера в США 18—26 июня 1973 года, где Брежнев подписал с Никсоном соглашение о предотвращении ядерной войны, неприменении ядерного оружия, Договор о сокращении стратегических вооружений. Громыко подготовил также переговоры Брежнева и президента США Форда 23—24 ноября 1974 года в районе Владивостока, по итогам которых было подписано совместное советско-американское заявление, в котором стороны подтвердили намерение заключить новое соглашение по ОСВ на срок до конца 1985 года. При участии Громыко 18 июня 1979 года в Вене Брежнев и президент США Картер подписали Договор между СССР и США об ограничении стратегических наступательных вооружений (договор ОСВ-2).
Громыко был первым представителем советского руководства, кто совершил официальный визит в Италию (апрель 1966 года) — до этого отношения с Италией, как одной из главных стран-участниц гитлеровской коалиции, были у Советского Союза натянутыми. Всего в Италию Громыко с 1966 по 1985 год совершил шесть визитов.
Громыко стал первым крупным советским государственным деятелем, кто встретился с папой римским. Первая беседа с Павлом VI произошла в Нью-Йорке, на заседании ООН 4 октября 1965 года. Затем Павел VI четырежды принимал в Ватикане министра Громыко — 27 апреля 1966 года, 12 ноября 1970 года, 21 февраля 1974 года и 28 июня 1975 года. Два раза принимал Громыко Иоанн Павел II — 24 января 1979 и 27 февраля 1985 года. Итогом этих встреч было некоторое смягчение государственной политики советского руководства в отношении религии вообще и, в частности, католической церкви.

#### Важнейшие документы и соглашения
Под началом Громыко, сторонника мирных отношений с США и другими странами Запада, советская дипломатия добилась значительных успехов. При непосредственном участии Громыко 5 августа 1963 года был подписан Договор о запрещении испытаний ядерного оружия в атмосфере, космическом пространстве и под водой. 1 июля 1968 года подписан Договор о нераспространении ядерного оружия. В августе 1975 года в Хельсинки принят документ мирового масштаба — Заключительный акт Совещания по безопасности и сотрудничеству в Европе.
В 1947 году при решении в ООН вопроса о судьбе Палестины Громыко в качестве представителя СССР в Совете безопасности сыграл важную роль в принятии резолюции, поддерживающей создание независимых еврейского и арабского государств. В 1973—1974 годах Громыко был одним из инициаторов арабо-израильских переговоров в рамках многосторонней конференции в Женеве под сопредседательством СССР и США. В 1966 году Громыко вместе с Алексеем Косыгиным сыграл важную посредническую роль в напряжённых переговорах между руководителями Индии и Пакистана в Ташкенте, в ходе которых удалось достичь компромисса и предотвратить войну между двумя густонаселёнными государствами из-за Кашмира. В результате состоявшейся в феврале-марте 1973 года в Париже Международной конференции по Вьетнаму при участии Громыко заключено соглашение о восстановлении мира во Вьетнаме.

#### Дипломатическое искусство

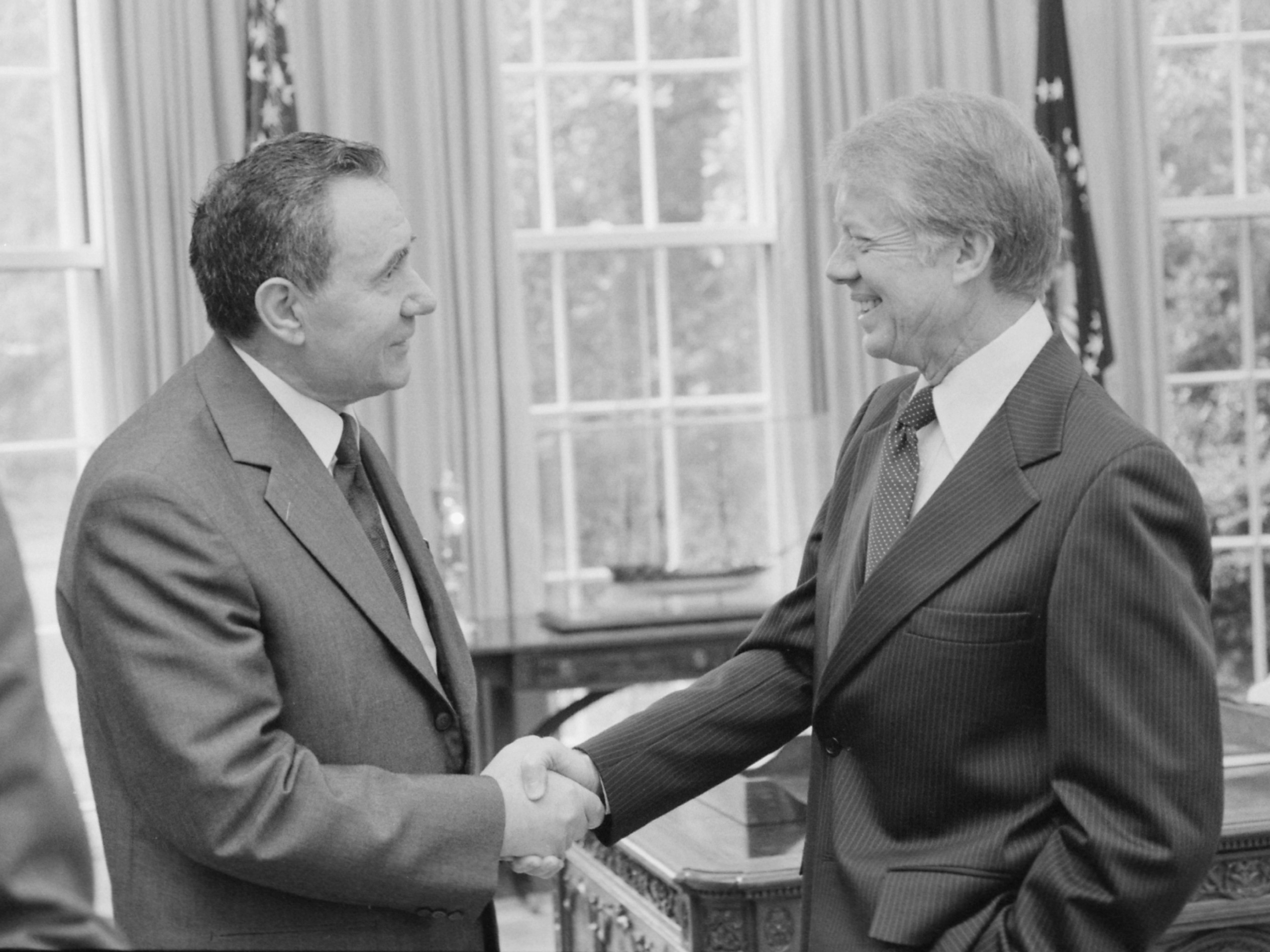
Громыко на встрече с президентом США Джимми Картером, 1978 год

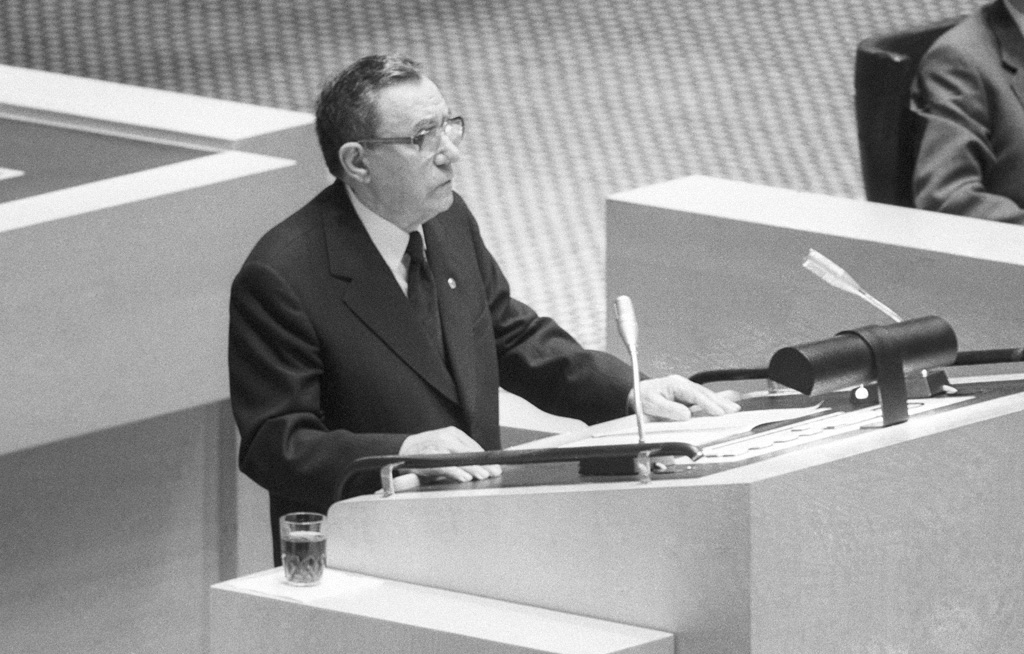
Громыко выступает в Стокгольме на конференции по мерам укрепления доверия, безопасности и разоружения в Европе, 1984 год

Жёсткий стиль дипломатических переговоров его предшественника Вячеслава Молотова сильно повлиял на соответствующий стиль Громыко. Андрей Андреевич начинал переговоры только после капитальной подготовки, основательно вникнув в суть дела. Важным подготовительным этапом он считал подбор материалов к переговорам, делал это самостоятельно, чтобы оказаться в курсе важных деталей в любой момент дискуссии — это качество позволяло ему доминировать над менее опытным и искушённым собеседником. Избегая импровизаций, Громыко следовал заранее составленным им самому себе инструкциям. Был склонен к затяжным переговорам, мог вести их многие часы, никуда не торопясь, ничего не упустив из виду и из памяти. На столе перед Громыко находилась папка с директивами, однако Андрей Андреевич открывал её только в том случае, если речь шла о технических подробностях, например в разоруженческой проблематике, и необходимо было свериться с цифрами. Остальную необходимую информацию Громыко держал в уме, что выгодно отличало его от американских визави, которые важные пассажи зачитывали по бумажкам, извлекаемым из пухлых папок.
Накануне визита Громыко тщательно изучал личность и биографию своего партнёра по переговорам, стремясь понять его метод ведения разговора и манеру полемизировать, наводил справки у подчинённых дипломатов об ожидающей его персоне. Громыко неплохо владел английским языком, в особенности в части восприятия (по свидетельству переводчика Виктора Суходрева, говорил с сильным белорусско-русским акцентом), однако всегда настаивал на переводе. Таким образом Андрей Андреевич выигрывал дополнительное время для размышлений и обдумывания ответа. Отличительным качеством Громыко было его бесконечное терпение, в силу чего переговоры с ним превращались для западных дипломатов в испытание на выносливость. В начале переговоров занимал «железобетонную» позицию, стараясь не раскрыть своих аргументов, не узнав предварительно аргументы противостоящей стороны. Вне зависимости от новых идей, в начале встречи Громыко непременно подтверждал свои прежние позиции и возражения, затем педантично и с деланным раздражением перечислял «необоснованные» требования американской стороны, а заключал вступительное слово артистичной риторикой о доброй воле, терпении и великодушии советского правительства.
Громыко делал ставку на нетерпеливость и эмоциональность оппонента, в особенности более молодого, сам вёл предельно жёсткую линию, сухо настаивал на своём, а уступал лишь тогда, когда раздосадованный неудачей партнёр уже готов был встать и уйти. Таким способом, в котором Громыко был настоящим виртуозом, глава советской дипломатии мог часами добиваться от оппонентов самых незначительных уступок, при необходимости откладывал и переносил встречу, всячески демонстрируя, что ему торопиться некуда. Каждый раз Громыко старался завершить дипломатический раут так, чтобы оставить за собой последнее слово. В финале Громыко для подтверждения услышанного резюмировал позицию американской стороны («Итак, что я могу передать Леониду Ильичу?»), незаметно играя словами и исподволь приближая её к позиции советской стороны. При этом, по свидетельству коллег, Громыко умело пользовался тяжеловесным «партийным» языком, который был исключительно сложен для восприятия неподготовленным человеком. Понимая, какие трудности для американцев представляют «кондовые» советские формулировки, Громыко сознательно пускал их в дело для перетягивания окончательного итога в свою пользу. На следующей встрече всё повторялось: он, отталкиваясь от достигнутых ранее результатов, вновь следовал описанному алгоритму и развивал давление на оппонентов по нарастающей.
По свидетельству помощника и ученика Громыко, советского дипломата и доктора исторических наук Олега Гриневского, Андрей Андреевич придерживался в дипломатической деятельности и переговорной практике следующих принципов:
- требовать от противостоящей стороны всего по максимуму и не стесняться в запросах;
- при необходимости предъявлять ультиматумы и внятно намекать на военно-политическую мощь представляемой им державы, давая понять собеседнику, что выходом из затруднительного положения могут быть только переговоры;
- начав переговоры, не отступать ни на шаг; если оппонент начал «пятиться», сдавать позиции — сразу не соглашаться на компромисс, стремиться выжать из ситуации как можно больше, хотя бы и по крупицам[55].

Профессиональное кредо Громыко сформулировал так: «Вот когда получите половину или две трети того, чего у вас не было — тогда можете считать себя дипломатом». Своему сыну, учёному и дипломату Анатолию Громыко Андрей Андреевич рекомендовал на переговорах больше слушать, чем говорить, ибо словоохотливый дипломат может сказать лишнее и тем самым допустить ошибку, которой удастся воспользоваться. Госсекретарь США Генри Киссинджер свидетельствовал, что Громыко был гораздо искуснее Молотова, обладал врождённой осторожностью, не верил в «счастливое озарение или ловкий манёвр», был неутомим и невозмутим, бесконечно терпелив, старался измотать противника, споря с ним по любому поводу, умело выторговывал у оппонентов существенные уступки в обмен на незначительные. Если Громыко вдруг выходил из себя, отмечал Киссинджер, значит его «вспышка гнева» была тщательно обдумана и срежиссирована. Подобный эпизод произошёл в ноябре 1983 года в Мадриде в ходе переговоров с госсекретарём США Шульцем: когда госсекретарь пытался навязать советскому министру разговор о правах человека и сбитом пассажирском «Боинге» над Сахалином, всегда хладнокровный Громыко «швырнул свои очки на стол, да так сильно, что чуть не разбил их». После чего безапелляционно заявил американской стороне, что проблема номер один в мире — не сбитый самолёт или осуждённые в СССР диссиденты, а предотвращение ядерной войны. Громыко считал, что в кризисных ситуациях дозированное применение силы или угрозы силой оправданно, а влияние дипломатии без военного потенциала государства равно «цене чернил, которыми пишутся договоры». Период 1983—1984 годов между инцидентом со сбитым над Сахалином южнокорейским авиалайнером и смертью самого влиятельного в то время в СССР министра обороны Устинова, утвердившего крайне опасный план упреждающего удара при обнаружении «первых признаков начала ядерного нападения НАТО», был низшей точкой советско-американских отношений после Карибского кризиса.
«Золотым правилом дипломатии» Громыко считал осторожное использование встреч «в верхах», между первыми руководителями государств. «Плохо подготовленные встречи на высшем уровне, — утверждал Громыко, — не говоря о неподготовленных, лучше не проводить вообще. Они приносят больше вреда, чем пользы. Если это рабочая встреча, то её слабая отдача не беда. Но что касается соглашений, договоров, то в мировой практике к ним идут годами, а то и десятилетиями». Хорошо подготовленными переговорами «в верхах» Громыко считал встречи «Большой тройки» на Ялтинской и Потсдамской конференциях, соглашения по ограничению стратегических ядерных вооружений, конференцию в Хельсинки по безопасности и сотрудничеству в Европе 1975 года. Слабо подготовленными переговорами с плохими результатами Громыко называл встречи Хрущёва с президентами США — в 1955 и 1959 годах с Эйзенхауэром и в 1961 году — с Кеннеди. Как пример дилетантства в межгосударственных отношениях Громыко расценивал встречу Горбачёва и президента США Рейгана в 1986 году в Рейкьявике. Весьма похвально Громыко отзывался о манере поведения Брежнева на встречах «в верхах», — Леонид Ильич вёл себя доброжелательно, но сдержанно, не поддавался эйфории и уловкам собеседника, говорил мало, серьёзные обсуждения перекладывал на сидящих рядом профессионалов, прежде всего на Громыко.
В дипломатии, считал Громыко, очень важна постоянная борьба за инициативу, это лучший способ защиты государственных интересов. Для успеха во внешней политике дипломату необходимо реально оценивать обстановку, располагая всей совокупностью политической, военной и разведывательной информации, полагал Громыко. Ещё более важно, чтобы в процессе переговоров «эта реальность никуда не исчезла». Громыко не позволял манипулировать собой с помощью грубых или изощрённых средств, американским партнёрам было известно, что давить на Громыко бесполезно .

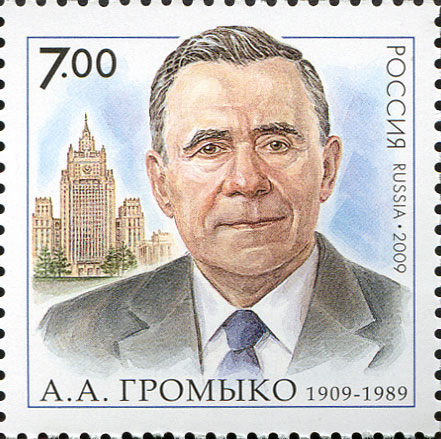
Почтовая марка России, посвящённая А. Громыко

По воспоминаниям дипломата и советника министра Ростислава Сергеева, за неуступчивую манеру вести дипломатические переговоры западные коллеги зачастую называли Громыко «Мистер Нет» (ранее такое же прозвище было у Молотова). Сам Громыко отмечал по этому поводу: «Я их „Ноу“ слышал гораздо чаще, чем они моё „Нет“». Девиз всей его дипломатической деятельности звучал так: «Лучше 10 лет переговоров, чем 1 день войны».
Интервью для средств массовой информации Громыко практически не давал: в СССР это было не принято даже для ТАСС или газеты «Правда», а на Западе советский министр, опасаясь неудобных вопросов и провокаций, журналистов тоже не жаловал, кратко и сухо отвечал им лишь во время протокольных пресс-подходов. Редким исключением было в апреле 1989 года большое интервью уже находящегося в отставке политика немецкому журналу «Шпигель», где Громыко выступил резко против надвигающегося воссоединения Германии. Своеобразными «интервью» Громыко, дающими представление о его личности, мышлении и секретах дипломатического мастерства, являются откровенные и подробные беседы с сыном и продолжателем дипломатической династии Анатолием, о которых тот поведал в своих воспоминаниях.
Успешно вести переговоры Громыко помогали возможности разведки. В числе шести высших руководителей СССР (наряду с Брежневым, Андроповым, Устиновым, Сусловым и Кириленко) Громыко получал сводки 16-го управления КГБ, специализировавшегося на перехвате и дешифровке сообщений дипломатических представительств зарубежных стран, аккредитованных в Москве. С 1981 по ноябрь 1991 года по согласованию глав МИД, Минобороны и КГБ действовала «программа обнаружения признаков возможного ракетно-ядерного нападения». В рамках этой программы, стоившей Советскому Союзу больших денег, в странах Запада — членах ядерного клуба (США, Великобритания, Франция), а также в Канаде, сотрудники советских посольств, резидентур ГРУ и ПГУ осуществляли мониторинг ситуации по специфическим признакам, в том числе — дополнительных закупок крови для военных госпиталей; вели из автомобилей с дипломатическими номерами круглосуточное внешнее визуальное наблюдение за «ситуационными комнатами» в оборонных ведомствах и главных военных штабах: если ночью в этих окнах горел свет, немедленно докладывалось в Москву, в МИД, КГБ и Минобороны — в условиях «холодной войны» это расценивалось как сигнал тревоги, признак возрастания международной напряжённости.

### Борьба за высший пост в СССР
Громыко был членом КПСС (ранее — ВКП(б)) с 1931 года. С 1952 по 1956 год — кандидат, с 1956 по 1989 год — член ЦК КПСС; с 27 апреля 1973 года до 30 сентября 1988 года — член Политбюро ЦК КПСС.
В ходе борьбы за власть в советской партийной верхушке Громыко в 1957 году выступил против Молотова в поддержку Хрущёва, в 1964 году выступил против Хрущёва в поддержку Брежнева.
После смерти Суслова в начале 1982 года Громыко, согласно опубликованным материалам, пытался через Андропова выяснить возможность своего перемещения на освободившуюся позицию «второго лица» в неформальной партийной иерархии СССР. При этом исходил из вероятной перспективы «второго лица» со временем стать «первым». В ответ Андропов осторожно сослался на исключительную компетенцию Брежнева в кадровых вопросах. После смерти Брежнева, став генеральным секретарём, Андропов предложил Громыко занять должность председателя Президиума Верховного Совета СССР, однако тот отказался, понимая, что предложенный ему пост следовало оставить самому Андропову. Тогда тот назначил Громыко первым заместителем Председателя Совета Министров СССР. На этом посту Громыко пробыл с марта 1983 года до июля 1985 года. Председатель КГБ В. Крючков в книге «Личное дело…» вспоминает о своей беседе с Громыко в январе 1988 года. Тогда Андрей Андреевич упомянул, что в 1985 году, после смерти Черненко, коллеги по Политбюро предлагали ему занять пост Генерального секретаря ЦК КПСС, однако Громыко отказался в пользу Горбачёва.
Согласно воспоминаниям Анатолия Громыко, зимой 1984 года через его посредство планы министра бороться за пост Генерального секретаря ЦК КПСС зондировал Евгений Примаков, в ту пору директор Института востоковедения АН СССР. Инициатива Примакова, продвигавшего кандидатуру Горбачёва, была связана с опасениями академической среды относительно возможного прихода к власти Григория Романова, считавшегося ретроградом, сталинистом и опасным соперником Горбачёва. А. А. Громыко ответил: «Не за горами моё 80-летие. После перенесённого „лёгкого инфаркта“, да ещё при аневризме, да ещё операции на предстательной железе, думать о такой ноше, как секретарство, было бы безумием… Остаются Гришин, Романов, Горбачёв. Вот они и будут претендовать». Вскоре Громыко, ссылаясь на возраст и пошатнувшееся здоровье, через директора Института мировой экономики Александра Яковлева передал Горбачёву, что его устроит пост Председателя Президиума Верховного Совета СССР. Так наметилась формула компромисса: Громыко выдвигает на пост генсека Горбачёва, а Горбачёв затем предлагает кандидатуру Громыко. В неформальных переговорах принимал участие начальник советской внешней разведки Крючков, содействовал им председатель КГБ Чебриков. По свидетельству А. Н. Яковлева, состоялась и личная встреча Громыко и Горбачёва, которая окончательно скрепила достигнутые договорённости.
После смерти Черненко, на мартовском Пленуме ЦК КПСС 11 марта 1985 года Громыко предложил кандидатуру Горбачёва на должность Генерального секретаря ЦК КПСС — фактически первого лица государства. По свидетельству внука, директора Института Европы РАН Алексея Громыко, ссылающегося на рассказ деда, в тот день министр иностранных дел СССР решительно взял слово первым на заседании Политбюро ЦК КПСС, дал краткую положительную характеристику М. С. Горбачёву и выдвинул его на высший партийный пост, что и было поддержано коллегами. Согласно этому же свидетельству, впоследствии Андрей Андреевич сожалел о своём решении, вместе с тем, согласно воспоминаниям сына Громыко — Анатолия, отец говорил, что «не просто поддерживал Горбачёва, а большие перемены», однако потом убедился, что Горбачёв с работой не справляется. По словам Анатолия Громыко, к концу жизни его отец окончательно утвердился во мнении о Горбачёве как о некомпетентном руководителе. Вместе с тем во втором томе мемуаров «Памятное», изданном «Политиздатом» после смерти автора, в 1990 году, содержатся положительные оценки Громыко в адрес Горбачёва и проводимой им в СССР политики «перестройки».
После избрания Горбачёва Генеральным секретарём ЦК КПСС на пост министра иностранных дел СССР был назначен Эдуард Шеварднадзе. Громыко была предложена церемониальная должность председателя Президиума Верховного Совета СССР, которую он занимал с июля 1985 до 1 октября 1988 года, когда был освобождён по своей просьбе в связи с состоянием здоровья. Таким образом, была нарушена установившаяся в 1977—1985 годах традиция совмещать должности Генерального секретаря ЦК КПСС и председателя Президиума Верховного Совета СССР. В качестве главы государства, хотя и формального, Громыко занимался деятельностью советов депутатов разных уровней, раз в месяц проводил заседания Комиссии по помилованию преступников, приговорённых к смертной казни, где, по свидетельству Ф. Д. Бобкова, пытался «найти зацепку», чтобы сохранить жизнь хоть кому-то из осуждённых. Окончательно Громыко принял решение уйти на пенсию после разговора на повышенных тонах с Горбачёвым, в ходе которого тот сорвал визит Громыко в Северную Корею. С октября 1988 года — на персональной пенсии союзного значения.
Провожая Громыко на пенсию, Горбачёв на заседании Политбюро ЦК КПСС сказал, что «он заслуживает огромной благодарности от всех нас, всей партии и страны». По свидетельству академика Евгения Чазова, вскоре оказавшийся в больнице Громыко тяжело переживал «измену Горбачёва», свою отставку и изменившееся отношение к себе, назвал Горбачёва «человеком с ледяным сердцем». Вскоре после отставки (1988) вышли в свет мемуары «Памятное» (первая книга), работу над воспоминаниями Громыко вёл с 1979 года. Первое русское издание мемуаров тиражом 200 тыс. экземпляров быстро разошлось, и вплоть до 19 июня 1989 года Громыко вёл доработку второго издания. В 1990 году вышла вторая книга, в этом же году мемуары в целом опубликованы и на английском языке в британском издательстве «Хатчинсон».

### Депутат Верховного совета СССР
Депутат Совета Союза Верховного Совета СССР 2-го и 5-11-го созывов (1946—1950, 1958—1989) от Пензенской области (2-й созыв, 1946—1950), Молодечненской области (5-й созыв, 1958—1962), Гомельской области (6-й созыв, 1962—1966), Минской области (7—11-й созывы, 1966—1989).

### Научная деятельность
Первые научные статьи Громыко появились в середине 1930-х годов. В журнале «Проблемы экономики» была опубликована его статья о 90-летии Манифеста коммунистической партии и о труде Ленина «Развитие капитализма в России». Работая дипломатом в США и Великобритании, Громыко собирал материалы для исследований на стыке политологии и экономики, которые затем легли в основу его научных трудов. В 1957 году под псевдонимом Г. Андреев опубликована его монография «Экспорт американского капитала. Из истории экспорта капитала США как орудия экономической и политической экспансии». За это исследование, представленное ранее к защите на правах научного доклада, Громыко годом ранее была присуждена учёная степень доктора экономических наук. Перу Громыко принадлежит вышедшая в 1961 году книга «Экспансия доллара». В 1983 году издана итоговая монография Громыко «Внешняя экспансия капитала: история и современность», посвящённая актуальной теме в области политической экономии. Научные исследования Громыко были дважды отмечены Государственной премией СССР.
В 1958—1987 годах — главный редактор журнала «Международная жизнь».

### Смерть

Памятник А. Громыко в Гомеле

Андрей Андреевич Громыко умер 2 июля 1989 года от осложнений, связанных с разрывом аневризмы брюшной аорты, несмотря на проведённую экстренную операцию протезирования этого жизненно важного кровеносного сосуда. Прощание с Громыко прошло 5 июля в Центральном доме Советской армии имени М. В. Фрунзе. Ни Генеральный секретарь ЦК КПСС Михаил Горбачёв, ни министр иностранных дел СССР Эдуард Шеварднадзе на прощание и похороны Громыко не пришли.
Первоначально в официальных советских средствах массовой информации было объявлено, что Громыко похоронят на Красной площади, у Кремлёвской стены, однако с учётом завещания почившего и по просьбе родственников похороны состоялись на Новодевичьем кладбище. Это были последние государственные похороны, когда речь шла о Кремлёвском некрополе, с тех пор вопрос о похоронах на Красной площади больше никогда не поднимался. Над могилой А. А. Громыко установлен мемориал, спроектированный народным художником СССР Иулианом Митрофановичем Рукавишниковым. Место захоронения покрыто массивными полированными плитами из красного и чёрного гранита. На них установлены две стелы. Горизонтальная изготовлена из трёх видов гранита: красного, чёрного и серого. Вертикальная выполнена из мрамора, на ней размещены бронзовые портреты Андрея Андреевича. Один из них представляет собой барельеф в анфас, другой — горельеф, под которым размещена рельефная надпись: «СЛУЖИЛ ОТЧИЗНЕ ПОЛВЕКА». Над портретными изображениями высечена и вызолочена надпись: «Громыко / Андрей Андреевич / 18 VII 1909 — 2 VII 1989».

## Характер, стиль поведения и житейские привычки
Громыко придерживался внешне весьма сурового стиля поведения, однако, по свидетельствам коллег, внутренне не был злым человеком, нередко снисходительно и великодушно прощал ошибки. Громыко сравнивали с машиной, технология его повседневной деятельности была доведена до автоматизма, в педантичном характере Андрея Андреевича даже близкие отмечали нечто немецкое. К друзьям Громыко никого не причисляют, наиболее откровенен он был с сыном, дипломатом и учёным Анатолием Громыко. В общении с подчинёнными сотрудниками МИД СССР, включая помощников и заместителей, с которыми проработал не один десяток лет, Громыко тоже отличался суровостью, обращался ко всем строго по фамилии, делая исключение для трёх особенно уважаемых им дипломатов — В. В. Кузнецова, Г. М. Корниенко и К. В. Новикова. Доступ в служебный кабинет Громыко в высотке на Смоленской площади имел крайне ограниченный круг дипломатов, обычные сотрудники МИД СССР могли видеть своего руководителя только по телевидению или на портретах. Знавшие Громыко дипломаты и работники советских спецслужб отмечали, что по складу характера Андрей Андреевич был весьма замкнутым во всём, что касалось его личной жизни. Поэтому приглашение к нему на дачу на обед для обсуждения дипломатических вопросов являлось редким исключением. По свидетельству Вячеслава Кеворкова, такие встречи обычно касались сугубо конфиденциальных даже по мидовским меркам вопросов и проходили на уютной веранде загородного дома Громыко. Жёсткую и мрачноватую манеру министра вести переговоры Кеворков охарактеризовал так: «К встрече с Громыко, как к смерти, живого человека подготовить нельзя».
По воспоминаниям официального переводчика В. Суходрева Андрей Громыко был прямолинейным человеком, который хранил верность тому, кто находился у власти. Вначале это был Сталин, но когда Хрущёв занял место генсека, то Громыко верно оценил расстановку сил и перешёл на его сторону. Причём в этих делах интуиция и опыт Громыко не обманывали никогда. Также он обладал «феноменальной памятью», которая позволяла удерживать в голове огромные объёмы информации. Такая способность давала ему возможность без каких-либо шпаргалок вести переговоры часами, обыгрывая в беседе различные детали и нюансы дипломатических соглашений. К использованию справочных записей Громыко прибегал в исключительных случаях, лишь тогда, когда темой обсуждения становились специфические технические вопросы, например — связанные с ограничением стратегических вооружений. В таких дискуссиях ему приходилось оперировать конкретными числовыми данными по количеству и качеству ракетных систем, их тактико-техническим характеристикам и т. п., что вынуждало заранее готовить сжатые справки в дополнение к плану переговоров. Английским языком Громыко владел в совершенстве, но говорил с сильным белорусским акцентом, поэтому на переговорах всегда прибегал к помощи переводчиков. Выступая перед аудиторией, Громыко предпочитал короткие и законченные фразы, временами не чураясь некоторой витиеватости, но всегда очень грамотно и по делу. Разговаривая с журналистами на пресс-конференциях, Громыко никогда не увиливал от сложных вопросов и всегда отвечал на любые из них.
Громыко отличала изрядная консервативность взглядов и привычек, что проявлялось даже в бытовых мелочах. Например, он всегда брился только самой простой бритвой «Gillette», а когда в продаже появились станки с двойными лезвиями, то это не вызвало у него ни малейшего энтузиазма. Внешний облик Громыко было невозможно себе представить без официального тёмного костюма, светлой рубашки и галстука. На памяти Суходрева единственный раз, когда Громыко отказался от строгого стиля в одежде, случился на Кубе во время встречи советской делегации с Фиделем Кастро. Кубинский лидер недвусмысленно настоял на дружеском и неформальном характере переговоров, попросив одеться соответственно тропической жаре. Просьба вызвала у Громыко некоторое неудовольствие, но он сменил тёмный пиджак на лёгкую светлую куртку, хотя и расценил это как высшую степень вольности и компромисс со своей стороны.
Почерк у Громыко был очень неразборчивым, что доставляло неудобства секретарям и референтам, а новым сотрудникам приходилось тратить недели на его изучение. Все свои записи в документах Громыко делал неизменным синим карандашом производства фабрики «Сакко и Ванцетти». Небольшой запас карандашей у него предусмотрительно располагался прямо на рабочем столе, а за их готовностью к работе следили помощники.
Став членом советского Политбюро, Громыко любил ездить на отдых в Крым, где практически весь отпуск проводил недалеко от Ялты в безлюдном местечке под названием Мухалатка.
По свидетельству лечащего врача, академика АМН СССР Александра Чучалина, Громыко не любил общаться с врачами и проходить медицинские обследования, «медицину держал на дистанции». В 1986 году после тяжёлого заболевания гриппом и развившейся интоксикации Громыко пережил клиническую остановку сердца, после чего был возвращён к жизни экстренными реанимационными мероприятиями. В ночь сосудистой катастрофы в июле 1989 года Громыко, не желая тревожить спящих родственников, с острой болью в груди дотерпел до утра, из-за чего в больницу был доставлен врачами на «Скорой» уже в критическом состоянии.

### Семья, образ жизни и увлечения

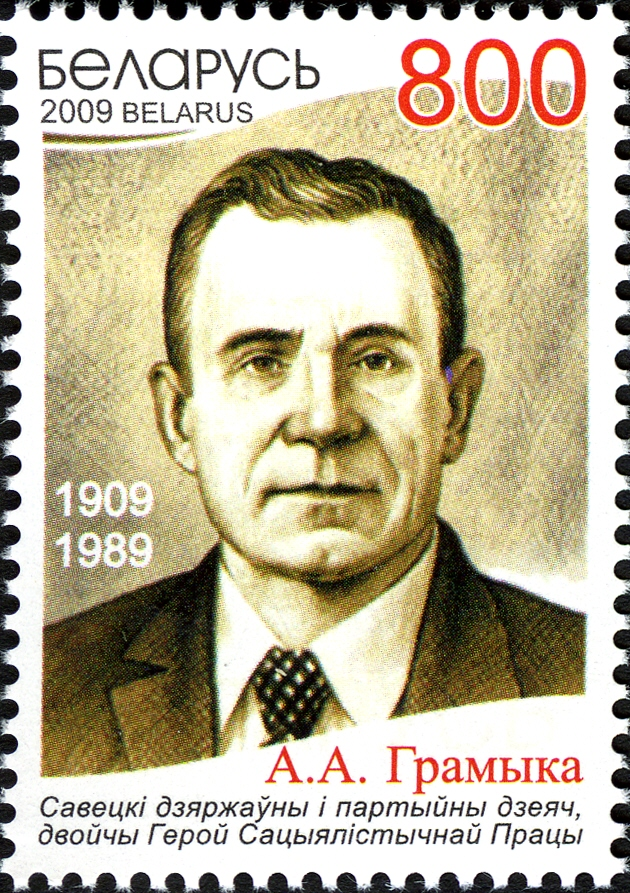
Громыко на почтовой марке Беларуси (2009)

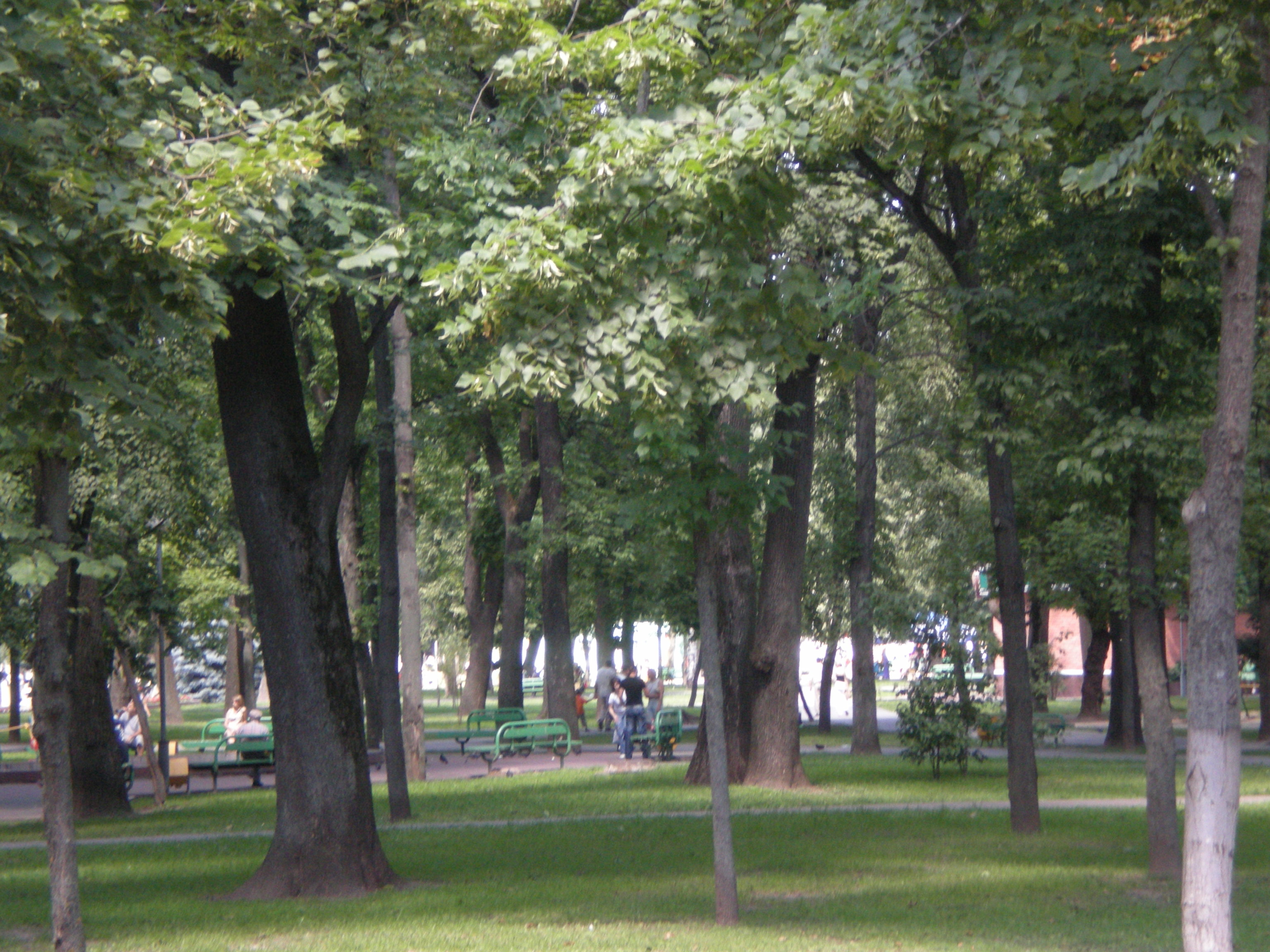
Сквер имени Громыко в Гомеле

- Жена — Лидия Дмитриевна Гриневич (1911—2004).
- Сын — Анатолий Андреевич Громыко (1932—2017), член-корреспондент Российской Академии наук, доктор исторических наук, профессор, внуки Алексей, Игорь, Анна.
- Дочь — Эмилия Громыко-Пирадова (род. 1937), кандидат исторических наук, была замужем за А. С. Пирадовым, двое внуков — Андрей (1969), Лидия (1978).
- Сестра — Мария Андреевна Громыко (Петренко)[102].

Громыко вёл размеренный образ жизни, был предельно организованным человеком, «в одно и то же время просыпался, одно и то же ел», каждое утро делал зарядку с гантелями, тщательно следил за собой и за своим здоровьем. Увлекался охотой, плаванием. Был страстным книголюбом, преимущественно читал историческую литературу, не дочитав начатую книгу до конца, в шкаф её не убирал. Коллекционировал ружья, картины русских художников-реалистов — Айвазовского, Семирадского, Корина, братьев Клодт — Николая и Константина. Религиозным человеком не был, однако и атеизм никому из домочадцев не навязывал. Друзей вне службы практически не имел, крупицы свободного времени проводил с семьёй. С 1963 по 1989 год Андрей Андреевич жил в Москве по адресу: Леонтьевский переулок, 15, стр. 1, кв. 12; на доме установлена мемориальная доска. Отдыхать предпочитал на даче во Внуково, где у него был маленький кабинет. С 1973 года Громыко, став членом Политбюро ЦК КПСС, жил по соседству с Брежневым на государственной даче в Заречье, имевшей просторную лесную территорию, по которой Андрей Андреевич, бывало, для поддержания хорошей физической формы, по совету кардиолога, ходил в день по 10 км. Громыко любил песни военных лет (в особенности «Тёмную ночь», которую называл «целой философской поэмой»), трагедию Шиллера «Мария Стюарт», американский фильм «Унесённые ветром» о Гражданской войне в США; симпатизировал актрисе Вивьен Ли. В период острых международных кризисов Громыко ночевал в комнате отдыха своего служебного кабинета. После возвращения из МИДа рабочий день Громыко дома затягивался далеко за полночь. В быту Громыко был неприхотлив, отдавая предпочтение простой пище, которую называл «солдатской» (часто это была гречневая каша с молоком), перед сном обычно выпивал стакан крепчайшего чая с сушками и вареньем. Незадолго до смерти дал сыну совет, которому сам следовал всю жизнь: «Никогда нельзя унывать. Даже в мои годы я не чувствую себя стариком. Физически люди умирают, а духовно — никогда. Надо верить».

## Оценки и критика
Как отмечал дипломат Юлий Квицинский, годы работы на посту министра при Хрущёве были для Громыко весьма непростыми: «ходило много слухов о „негибкости“ Громыко и непригодности его к осуществлению „динамичной“ хрущёвской политики». По воспоминаниям очевидцев, Громыко был белее бумаги, когда ему звонил Н. С. Хрущёв, почтительно вставал, держа телефонную трубку в руках: «Да, Никита Сергеевич… Никак нет… Разрешите обратиться…. Сам Хрущёв незадолго до смещения планировал заменить Громыко на своего зятя А. Аджубея»
Непростое положение Громыко сохранялось в течение некоторого времени и после отстранения Хрущёва от власти. Впрочем, затем оно «менялось по мере укрепления его позиций в партийной иерархии. Громыко пользовался всё большим доверием Л. И. Брежнева, вскоре перешёл в разговорах с ним на „ты“, установил тесный контакт с Минобороны и КГБ». Как пишет Квицинский, «то был период расцвета влияния А. А. Громыко на партийные и государственные дела Советского Союза. Он пользовался огромным авторитетом не только среди членов Политбюро, но и по всей стране… Громыко был как бы общепризнанным воплощением советской внешней политики — солидной, основательной, последовательной».
Госсекретарь США С. Вэнс, партнёр Громыко по советско-американским переговорам в 1970-е годы, отмечал, что в современном мире мало кто может с ним сравниться. «В дипломатии он скрупулёзный профессиональный практик, человек величайших способностей и высокого интеллекта, обладающий и всеми другими чертами государственного деятеля». По мнению статс-секретаря ведомства Федерального канцлера ФРГ Эгона Бара, Громыко служил своей стране «с великим умением, уникальным опытом и безусловной лояльностью».
В официальной биографии, изданной в 2002 году МИД РФ под редакцией министра Игоря Иванова, говорится о больших заслугах Громыко перед советским государством, о том, что он снискал уважение даже у своих политических оппонентов, а в дипломатических кругах Громыко называли «патриархом дипломатии». Вместе с тем Громыко назван «продуктом своей эпохи, её порядков и представлений», отмечается «отсутствие того блеска и дипломатического изящества, которым отличались его предшественники Чичерин и Литвинов». Указано на «ошибки и заблуждения Громыко, присущие советским деятелям его поколения», «промахи и неверные решения». Это касается, прежде всего, таких драматических страниц советской истории, как ввод войск в Чехословакию (1968) и в Афганистан (1979). В истории подавления «Пражской весны» Громыко, который вошёл в Политбюро ЦК КПСС и стал влиять на ключевые государственные решения только с 1973 года, отвечал лишь за внешнеполитическое прикрытие акции. В 1979 году Громыко уже сам разделил политическую ответственность за вторжение в Афганистан с Брежневым, Андроповым и Устиновым: если в марте он ещё возражал, то в декабре, опасаясь дестабилизации обстановки на южном фланге советской границы и нарастающих угроз безопасности СССР в центральноазиатском регионе, уступил давлению коллег по Политбюро, принявших решение о вводе войск.
Касаясь советско-американского «ракетного кризиса» начала 1980-х годов, Юлий Квицинский отмечал, что Громыко выдвигал от имени СССР заведомо неприемлемые для США варианты решения проблемы, в результате чего переговоры превращались в затяжной обмен аргументами, не направленный на поиск реального компромисса. А в это время военно-политическая обстановка в Европе, насыщенной ядерными ракетами средней дальности, становилась всё более напряжённой. Из-за чрезмерной неуступчивости Громыко и затягивания с компромиссными решениями переговоры между СССР и США в конце 1983 года закончились провалом. Через четыре года, в 1987 году, Михаил Горбачёв вынужден был согласиться на невыгодный и, по оценке Квицинского, унизительный «нулевой вариант» с американцами, что означало для СССР уничтожение огромного количества самой современной на тот момент военной техники и полную потерю ракет средней дальности (РСД), на создание которых после 1983 года были затрачены колоссальные средства. В связи с прекращением в 1983 году советско-американских переговоров по РСД остановились и переговоры по стратегическим вооружениям. Эта неудача Громыко позволила США, несмотря на антиракетное движение в Европе, сохранить влияние на европейских союзников и контроль над военными базами на их территории, а затем озадачить Советский Союз программой создания космических вооружений, что грозило нивелировать ракетный потенциал СССР. Отказ от своевременного и выгодного заключения соглашения с США по ядерным ракетам средней дальности в 1983 году и его политические последствия нанесли сильный удар по позициям Громыко в Политбюро ЦК КПСС, породили в советских военно-политических кругах суждения, что «непробиваемая жёсткость» Громыко далеко не всегда конструктивна.
По свидетельству Анатолия Добрынина, в беседе с ним на мартовском пленуме ЦК КПСС 1985 года только что избранный генсек Михаил Горбачёв выражал недовольство «консервативным и догматическим подходом Громыко к кардинальным вопросам внешней политики СССР, в частности, на американском направлении». Ещё более резко высказался помощник Горбачёва по международным делам Анатолий Черняев, который в своих мемуарах назвал Громыко «старым маразматиком».
19 октября 2014 года министр иностранных дел Российской Федерации Сергей Лавров назвал Громыко «великим дипломатом советской эпохи»; отмеченное в западной прессе сравнение с Громыко оценил как лестное для себя.

## Награды
- Дважды Герой Социалистического Труда (17.07.1969, 17.07.1979)
- Семь орденов Ленина (03.11.1944, 05.11.1945, 17.07.1959, 31.12.1966, 17.07.1969, 17.07.1979, 17.07.1984)
- Орден Отечественной войны I степени (23.04.1985)
- Орден Трудового Красного Знамени (09.11.1948) — за выдающиеся заслуги перед Советским государством на дипломатическом посту
- Орден «Знак Почёта» (30.10.1954)
- Медали СССР
- Ленинская премия (1982)
- Государственная премия СССР (1984) — за монографию «Внешняя экспансия капитала: история и современность» (1982)
- Знак «50 лет пребывания в КПСС»
- Большой крест ордена Возрождения Польши (1984).
- Большая лента ордена Заслуг перед Польской Народной Республикой (1974).
- Кавалер Большого креста ордена «Солнце Перу»[116]
- Орден Клемента Готвальда (ЧССР, 1979)[117]
- Орден Белого льва I степени (ЧССР, 1975)[118].
- Орден Знамени (ВНР)[91]
- Орден «Мир и дружба» (ВНР, 1979)[117]
- Орден «Георгий Димитров» (НРБ)[91]

## Память

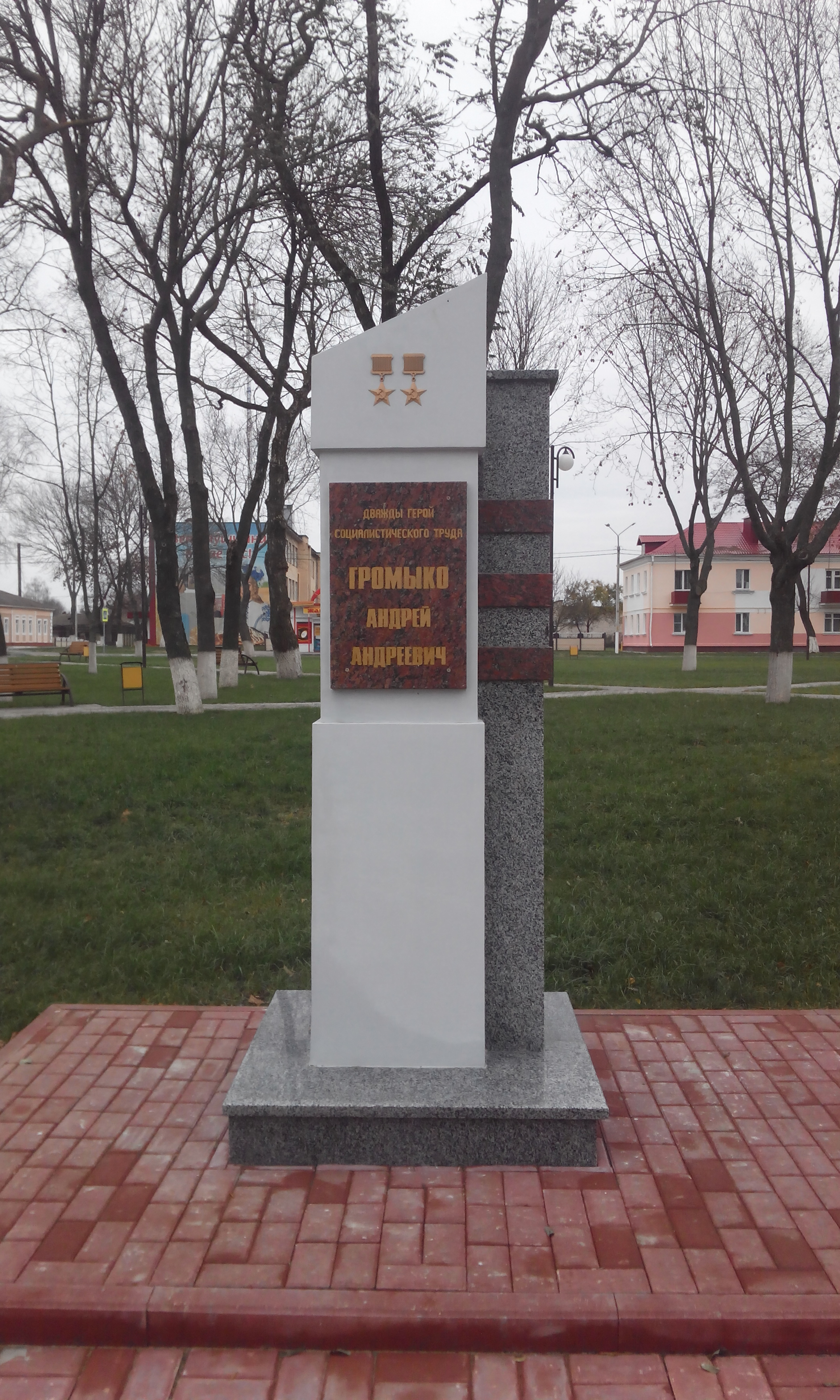
Стела в честь А. А. Громыко на Аллее Героев — знаменитых уроженцев Ветковского района

- В городе Ветка (Гомельская область, Беларусь) именем Андрея Громыко названы улица и средняя школа № 1[119][120]. Одна из экспозиций в школьном музее посвящена А. А. Громыко.
- В Гомеле Андрею Громыко установлен бронзовый бюст (скульптор — И. Рукавишников, архитекторы — А. Климочкин, М. Посохин), его именем назван сквер[121].
- 18 июля 2009 года выпущена в обращение почтовая марка «100 лет со дня рождения А. А. Громыко»[122]. Почта Беларуси.
- Барельеф с именем на памятнике известным уроженцам Ветковского района. Памятник в форме раскрытой книги установлен в городе Ветка (Гомельская область).
- Стела в честь А. А. Громыко на Аллее Героев — знаменитых уроженцев Ветковского района. Расположена в городе Ветке (Гомельская область), на центральной площади.
- В феврале 2017 года один из ранее безымянных островов Большой Курильской гряды из группы островов Таира (возле острова Уруп) решением Правительства России получил наименование острова Андрея Громыко[123].
- Осенью 2022 года в Могилёве был открыт Центр евразийских исследований имени А. А. Громыко[124].
- Имя Министра иностранных дел СССР (1957—1985) Андрея Громыко присвоено одной из улиц в Минске — рус. «улица Андре́я Громы́ко» (бел. «вуліца Андрэ́я Грамы́кі»)[125].

## Киновоплощения
- В советском фильме «Победа» (1984) в роли Громыко — Виктор Ильичёв;
- В американском фильме «Ракеты Октября» (англ. The Missiles of October) (1974) в роли Громыко — Нехемия Персов;
- В фильме «Тринадцать дней» (англ. Thirteen Days) (2000) в роли Громыко — Олек Крупа.
- В российском телесериале «Брежнев» (2005) в роли Громыко — Вадим Яковлев.
- В российском фильме «Хоккейные игры» (2012) в роли Громыко — Виктор Лакирев.
- В российском телесериале «Петля Нестерова» (2015) в роли Громыко — Сергей Холмогоров.

## Сочинения
- Андреев Г. Экспорт американского капитала: Из истории экспорта капитала США как орудия экономической и политической экспансии. — М.: Госполитиздат, 1957. — 451 с.
- Андреев Г. Экспансия доллара. — М.: Соцэкгиз, 1961. — 480 с.
- Громыко А. А. Во имя торжества ленинской внешней политики. Избранные речи и статьи. — М.,: Политиздат, 1978. — 599 с.
- Громыко А.А. Ленинским курсом мира. Избранные речи и статьи. — М.: Политиздат, 1984. — 735 с.
- Внешняя экспансия капитала: История и современность. — М.: Мысль, 1982. — 496 с.
- Памятное. В 2 кн. — М.: Политиздат, 1988. — 479+414 с. — ISBN 5-250-00035-5.
- Памятное: Испытание временем. — Книга вторая. — М.: Политиздат, 1990. — 557 с. — ISBN 5-250-01075-5.